# Dominique Mathieux
Dominique Mathieux, francoska alpska smučarka, * 1950.
Ni nastopila na olimpijskih igrah ali svetovnih prvenstvih. V svetovnem pokalu je tekmovala v sezoni 1970, ko je dosegla dve uvrstitvi na stopničke v slalomu. V skupnem seštevku svetovnega pokala je bila sedemnajsta, v slalomskem seštevku pa deseta.